# Puerto de Manaos

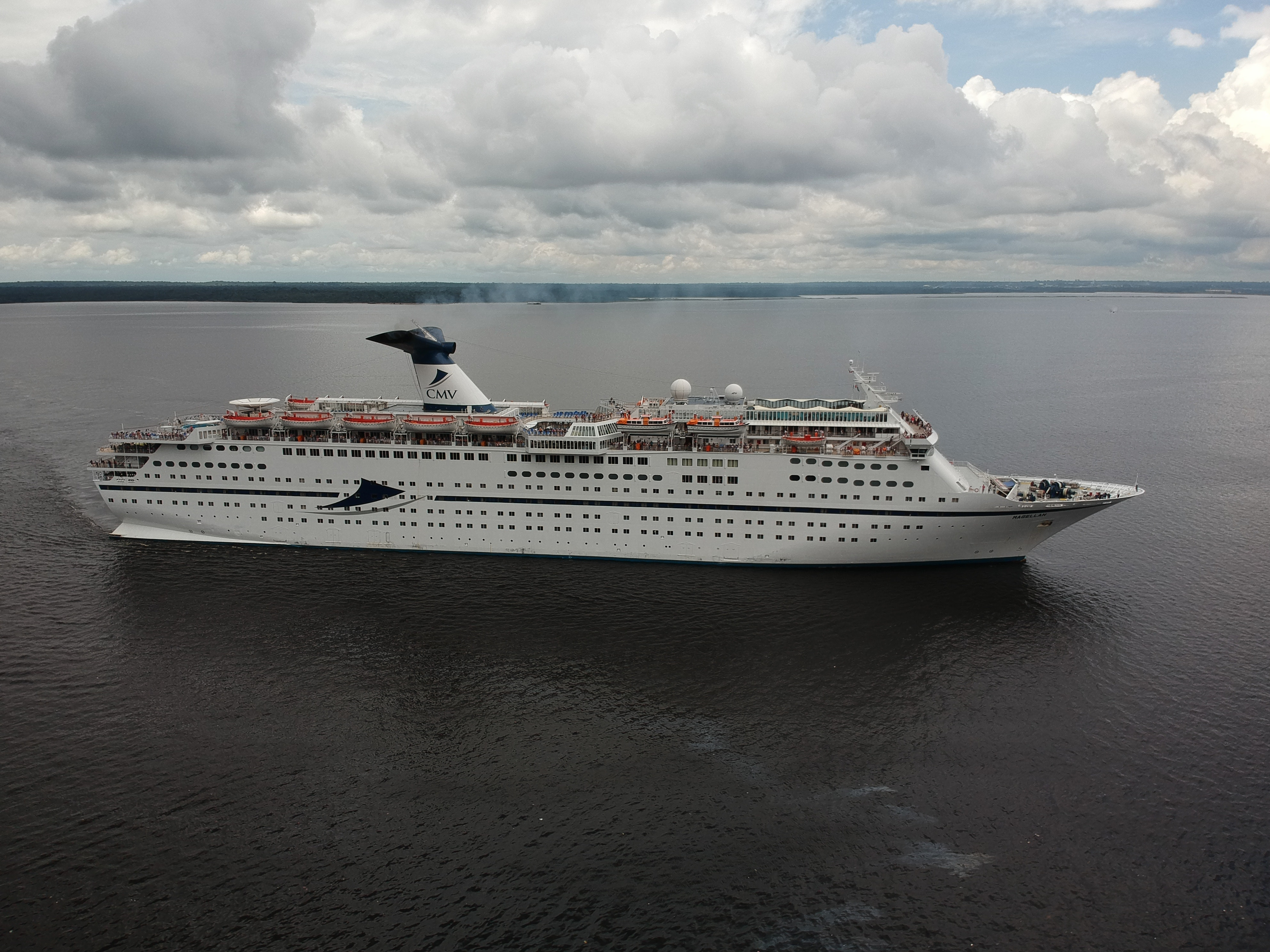
Crucero cerca del puerto de Manaos. Cada año la ciudad recibe una gran cantidad de turistas internacionales

El Puerto de Manaos es un puerto fluvial ubicado en la ciudad de Manaos, en el estado brasileño de Amazonas. Considerado el puerto flotante más grande del mundo, sirve a los estados de Amazonas, Roraima, Rondonia, Acre y áreas del norte de Mato Grosso. Fue diseñado por los ingleses e inaugurado en 1907, cuando la ciudad estaba en el apogeo de la fiebre del caucho. Actualmente es administrado por el Gobierno del Estado de Amazonas.
Ubicado en la margen izquierda del río Negro, a 13 km de la confluencia con el río Solimões, el Puerto de Manaos es la entrada principal al estado de Amazonas. Su estructura permite recibir varios barcos de cualquier tamaño, incluso durante el gran reflujo. El dique flotante se compone de dos partes diferenciadas: la primera en forma de T, utilizada para el amarre de embarcaciones costeras. La segunda parte es el muelle que conecta los transbordadores flotantes con el puente móvil.
Además de servir para el embarque y desembarque de pasajeros y mercancías que vienen y salen de ciudades del interior del estado, recibe grandes transatlánticos con turistas de diversas partes del mundo. También desembarca productos destinados a la Zona Franca de Manaos, además de servir para productos fabricados en la ciudad y que tienen como destino diversas partes de Brasil y el mundo.